# Sulfat de dodecil i sodi
El sulfat de dodecil i sodi (en anglès: Sodium dodecyl sulfate,SDS o NaDS, sodium laurilsulfate o sodium lauryl sulfate,SLS) és un compost orgànic amb la fórmula CH₃(CH₂)11OSO₃Na. És un surfactant aniònic usat en molts productes de neteja i d'higiene. La seva sal és un organosulfat que conté una cua de 12 carbonis unida a un grup sulfat, que dona un material amb propietats amifíliques requerides en un detergent. Com que deriva de l'oli de coco que és molt barat i d'oli de palma és un component molt comú en molts productes domèstics de la neteja.
El sulfat de sodi coco és en essència el mateix producte, però està fet d'oli de coco menys purificat.

## Producció
El sulfat de dodecil i sodi se sintetitza tractant dodecanol amb triòxid de sofre gas, òleum, o àcid clorosulfúric per a produir sulfat de lauril hidrogen. El dodecanol al seu torn deriva normalment sia de l'oli de coco o d'oli de llavor de palma per hidròlisi, que allibera àcids grassos, seguit d'hidrogenació.

### Usos
- Com detergent
- Com biocida, microbicida que evita la infecció per diversos virus.[4][5]
- Aplicacions medicinals com laxant i com excipient en algunes aspirines que es dissolen
- Repel·lent de taurons.[6][7]
- Contra la mosca de la fruita i altres insectes que se'n senten atrets i els mata
- Adulteracions del gust, ja que disminueix temporalment la percepció de la dolçor,[8]

## Toxicologia
El sulfat dedodecil i sodi no és carcinogen.